# میستی را برایم پخش کن
آهنگ میستی را برایم پخش کن (انگلیسی: Play Misty for Me) فیلمی به کارگردانی کلینت ایستوود است که در سال ۱۹۷۱ منتشر شد.

## بازیگران
- کلینت ایستوود
- جسیکا والتر
- دونا میلز
- جان لارچ
- کلاریس تیلور
- دان سیگل